# Distretto di Marmara
Il distretto di Marmara (in turco: Marmara ilçesi) è un distretto della Turchia nella Provincia di Balıkesir con 8.207 abitanti (dato 2012) dei quali 2.506 urbani e 5.701 rurali 
Il capoluogo è la città di Marmara.

## Geografia antropica

### Suddivisioni amministrative
Il distretto è suddiviso in 3 comuni (Belediye) e 4 villaggi (Köy)